# Estadi de la Copa del Món de Jeju
L'Estadi de la Copa del Món de Jeju (제주월드컵경기장 en hangul, Jeju World Cup Stadium en anglès), és un estadi multifuncional ubicat a la ciutat de Seogwipo (en hangul: 서귀포시), de la província insular de Jeju-do, a Corea del Sud.
És l'estadi on juga de local el Jeju United FC de la K-League. És un dels estadis on es va disputar la Copa del Món de futbol 2002.